# Edmund Krenn

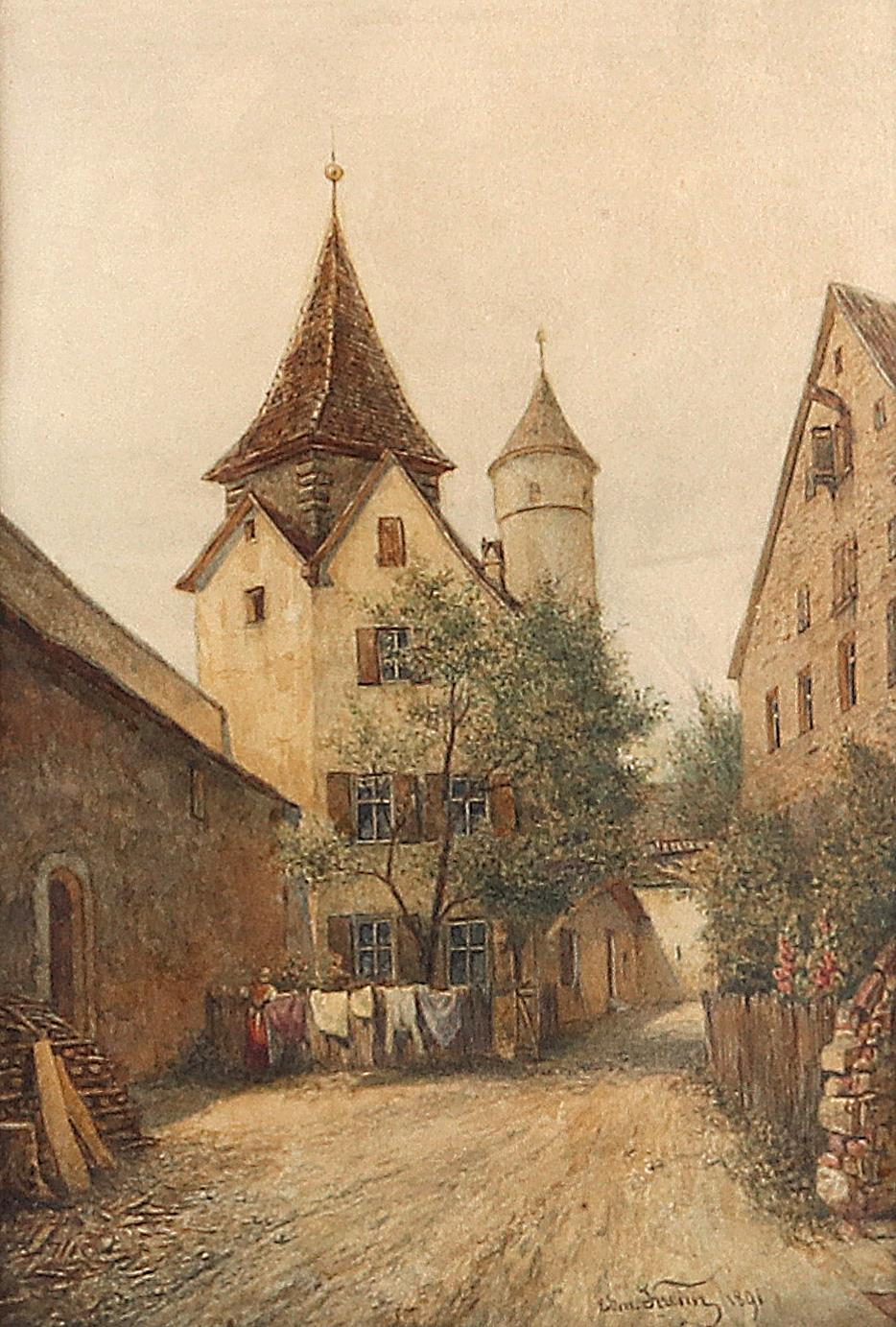
Edmund Krenn: Ansicht von Dinkelsbühl (1891)

Edmund Friedrich Arthur Krenn (* 25. April 1845 in Wien; † 13. Februar 1902 in Zürich) war ein österreichischer Genre- und Landschaftsmaler.
Geboren als Sohn des Komponisten Franz Krenn, studierte er von 1862 bis 1868 an der Akademie der Bildenden Künste Wien bei Karl Mayer, Peter Johann Nepomuk Geiger, Carl Wurzinger und Joseph von Führich. Edmund Krenn setzte das Studium in München fort, wurde dort jedoch nicht immatrikuliert.
Danach unternahm er Studienreisen nach Deutschland, Holland, Italien und Ägypten, dann kehrte er nach Wien zurück.
Anfangs schuf er Genrebilder in Ölmalerei, später beschäftigte er sich mit der Architekturmalerei in Aquarell. Krenn war als Kunstschriftsteller und -rezensent tätig. Ab 1873 stellte er seine Werke in Wien, dann auch im Ausland aus.
1893 übersiedelte er in die Schweiz und ließ sich in Zürich nieder, erhielt auch das Schweizer Bürgerrecht. Wegen eines Augenleidens musste er 1895 das Malen aufgeben, erteilte aber noch Malunterricht.